# Рабетино
Рабетино (на македонска литературна норма: Рабетино) е село в Северна Македония, в община Кичево.

## География
Селото е разположено в областта Рабетинкол в малка котловина между Челоица от запад и Песяк от изток.

## История
В XIX век Рабетино е село в Кичевска каза на Османската империя. Църквата „Свети Илия“ е от XIX век, а „Свети Димитър“ е от средата на XIX век. В „Етнография на вилаетите Адрианопол, Монастир и Салоника“, издадена в Константинопол в 1878 година и отразяваща статистиката на населението от 1873 година, Рабетин (Rabétine) е посочено като село с 8 домакинства с 38 жители българи.
Според статистиката на Васил Кънчов („Македония. Етнография и статистика“) към 1900 година в Рабетино живеят 100 българи християни.
На Етнографската карта на Битолския вилает на Картографския институт в София от 1901 година Рабетино е чисто българско село в Кичевската каза на Битолския санджак с 10 къщи.
Селото пострадва през Илинденско-Преображенското въстание.
Цялото християнско население на селото е под върховенството на Българската екзархия. По данни на секретаря на екзархията Димитър Мишев („La Macédoine et sa Population Chrétienne“) в 1905 година в Рабетино има 112 българи екзархисти.
Статистика, изготвена от кичевския училищен инспектор Кръстю Димчев през лятото на 1909 година, дава следните данни за Ребетино:
| Домакинства | Гурбетчии | Грамотни | Грамотни | Грамотни | Неграмотни | Неграмотни | Неграмотни |
| Домакинства | Гурбетчии | мъже     | жени     | общо     | мъже       | жени       | общо       |
| ----------- | --------- | -------- | -------- | -------- | ---------- | ---------- | ---------- |
| 15          | 25        | 24       | 4        | 28       | 23         | 45         | 68         |

След Междусъюзническата война в 1913 година селото попада в Сърбия.
На етническата си карта на Северозападна Македония в 1929 година Афанасий Селишчев отбелязва Рабетино като българско село.
Според преброяването от 2002 година селото има 3 жители македонци.
От 1996 до 2013 година селото е част от община Вранещица.

## Личности
Родени в Рабетино
- Максим Костов (1876 – 1905), български революционер, войвода на ВМОРО